# Gaston Bergeret
Pour les articles homonymes, voir Bergeret.
Gaston Bergeret (1840-1921) est un écrivain et nouvelliste français.
Il est secrétaire rédacteur à la Chambre des députés de 1870 à 1910 (chef du service en 1903).

## Quelques œuvres
- L'Album, comédie de salon en un acte, 1873.
- Dans le monde officiel, 1884.
- Le Quadrille des lanciers, saynète en cinq figures, 1884.
- Contes modernes, 1887.
- Nicole à Marie, 1895.
- Journal d'un Nègre à l'Exposition de 1900, 1901.